# Daniel Bridge
Daniel Bridge Londoño (Medellín, Colombia, 27 de julio de 1984) es un exfutbolista colombiano. Jugaba como mediocampista y se retiró en Santa Fe de Colombia.

## Clubes
| Club            | País     | Año  |
| --------------- | -------- | ---- |
| Envigado F. C.  | Colombia | 2006 |
| Itagüí Leones   | Colombia | 2007 |
| Santa Fe        | Colombia | 2008 |
| Juventud Soacha | Colombia | 2009 |
| Santa Fe        | Colombia | 2009 |

## Palmarés

### Campeonatos nacionales
| Título        | Club     | País     | Año  |
| ------------- | -------- | -------- | ---- |
| Copa Colombia | Santa Fe | Colombia | 2009 |